# Septo interalveolar

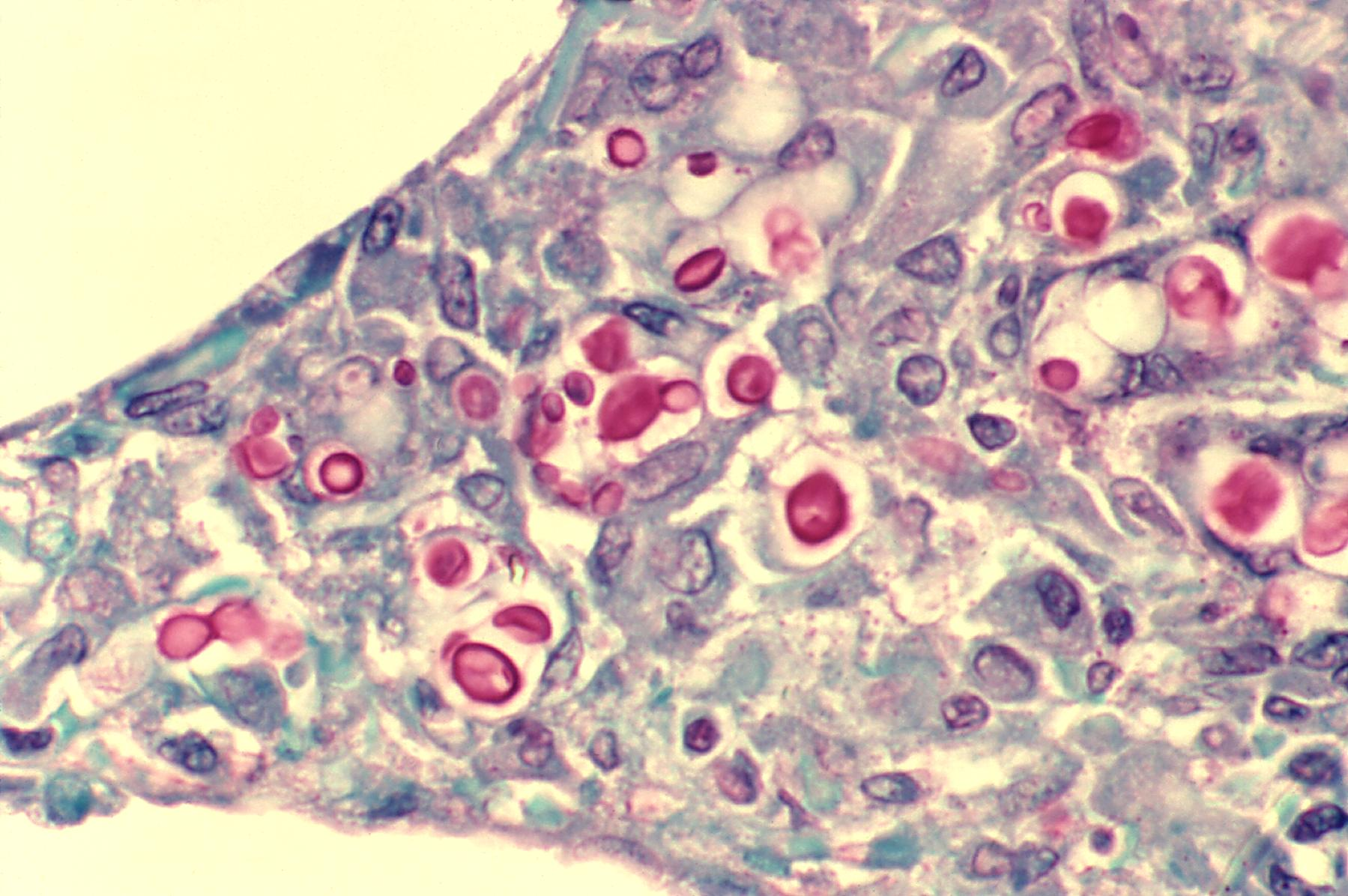
Criptococosis pulmonar en un paciente con SIDA (Técnica del Mucicarmine). La histopatología muestra los septos engrosados con algunas células inflamatorias y numerosas levaduras de Cryptococcus neoformans. La cápsula interna de la levadura se tiñe en rojo.

El tabique o septo alveolar separa alveolos adyacentes en el tejido pulmonar. Los componentes de un tabique alveolar constan de las membranas basales del epitelio alveolar (principalmente neumocitos tipo I) y del endotelio del capilar.
Algunos septos más gruesos también pueden contener fibras elásticas, colágeno tipo I, células intersticiales, músculo liso, mastocitos, linfocitos y también monocitos.